# Mikiko Ando
Mikiko Ando –en japonés, 安藤美希子, Mikiko Ando; también transliterado como Mikiko Andoh– (Shiroi, 30 de septiembre de 1992) es una deportista japonesa que compite en halterofilia. Participó en los Juegos Olímpicos de Tokio 2020, obteniendo una medalla de bronce en la categoría de 59 kg.

## Palmarés internacional
| Juegos Olímpicos | Juegos Olímpicos | Juegos Olímpicos  | Juegos Olímpicos |
| Año              | Lugar            | Medalla           | Categoría        |
| ---------------- | ---------------- | ----------------- | ---------------- |
| 2020             | Tokio (Japón)    | Medalla de bronce | 59 kg            |